# 6880 Hayamiyu
6880 Hayamiyu è un asteroide della fascia principale. Scoperto nel 1994, presenta un'orbita caratterizzata da un semiasse maggiore pari a 2,8045354 UA e da un'eccentricità di 0,0666751, inclinata di 5,24384° rispetto all'eclittica.